# 1481
1481 (MCDLXXXI) fue un año común comenzado en lunes del calendario juliano.

## Acontecimientos
- 6 de febrero: en Sevilla (España) se celebra el primer auto de fe de la Inquisición española. Son ejecutadas 6 personas en la hoguera, y la Iglesia católica incauta sus bienes.
- 3 de mayo: Mehmed II, sultán del Imperio Otomano muere y le sucede su hijo Beyazid II.
  - Un terremoto de 7,1 y un tsunami sacuden la isla de Rodas dejando 30.000 muertos.
- 21 de mayo: Cristián I, rey de Dinamarca y Noruega muere y le sucede su hijo Juan I.
- 30 de octubre: Tízoc es elegido emperador azteca.
- Axayácatl instituye la Piedra del Sol como Piedra de Sacrificios para los dioses.
- Fines del mes: en el mar, cerca de Creta sucede un terremoto.[1]
- 22 de diciembre: un consejo de San Nicolás de Flüe entregado a la Dieta Federal de la Antigua Confederación Suiza reunida en Stans evitó la guerra civil, consiguiendo el milagro de la reconciliación.
- 27 de diciembre: en Zahara de la sierra (España) El Zagal toma dicha población.

## Nacimientos
- 28 de agosto: Francisco Sá de Miranda, poeta portugués del Renacimiento.
- Baldassare Peruzzi, pintor y arquitecto italiano.

## Fallecimientos
- 3 de mayo: Mehmed II, sultán otomano.
- 31 de julio: Francesco Filelfo, humanista italiano.
- 28 de agosto: Alfonso V, rey portugués.
- Axayácatl, emperador azteca.